# Бренда Ли
Бренда Меј Тарпли (енгл. Brenda Mae Tarpley; Атланта, 11. децембар 1944), позната као Бренда Ли (енгл. Brenda Lee), америчка је певачица. Изводећи рокабили, поп и кантри музику, имала је 47 хитова на америчким топ-листама током 1960-их и рангирана је на четвртом месту у тој деценији, док су је надмашили само Елвис Пресли, The Beatles и Реј Чарлс. Позната је по свом хиту I'm Sorry из 1960. године, док је песма Rockin' Around the Christmas Tree из 1958. постала једна од најслушанијих божићних песама.
Продала је више од 100 милиона плоча широм света. Уврштена је у Дворану славних рокенрола, кантри музике и рокабилија. Добитница је награде Греми за животно дело. Прва је жена која је увршена и у Дворану славних рокенрола и кантри музике.

## Дискографија
- (1959)
- (1960)
- (1960)
- (1961)
- (1961)
- (1962)
- (1962)
- (1963)
- (1963)
- (1964)
- (1964)
- (1965)
- (1965)
- (1965)
- (1966)
- (1966)
- (1967)
- (1968) (са Питом Фонтеном)
- (1969)
- (1970)
- (1973)
- (1973)
- (1974)
- (1975)
- (1976)
- (1980)
- (1980)
- (1981)
- (1985)
- (1991)
- (1997)
- (2007)